# Fleckenlanguste
Die Fleckenlanguste (Panulirus guttatus) ist eine Art aus der Familie der Langusten. 
Die maximale Körperlänge dieser Langustenart beträgt 20 Zentimeter. In der Regel erreichen jedoch die Vertreter dieser Art nur eine Körperlänge von 15 Zentimeter. Von der sehr ähnlichen Panulirus laevicauda unterscheidet sie sich durch ihren blaugrünen bis purpurfarbenen Körper, der große weiße Flecken an den Seiten des Abdomens aufweist.
Sie ist im Westatlantik beheimatet und dort vor allem an den Küsten der Bermudas, Bahamas, von Südflorida, Belize, Panama, Curaçao, Bonaire, Los Roques, Surinam und den Küsten des karibischen Inselbogens von Kuba bis nach Trinidad zu finden.
Die Fleckenlanguste zählt unter den Langusten zu den Seichtwasserarten. Sie bewohnt Riffe und Felsgebiete, wo sie sich tagsüber versteckt hält und in der Nacht auf Nahrungssuche geht. 
Sie wird in ihrem gesamten Verbreitungsgebiet gefangen und vor allem auf den lokalen Märkten verkauft. 